# Nadie me entiende (série de televisão)
Nadie me entiende foi uma série de televisão chilena, coproduzida pela produtora My Friend Entertainment e exibida pelo Canal 13 entre 5 a 23 de fevereiro de 2009 em 13 episódios.

## Enredo
Antonia (Renata Oyarzún) é uma adolescente de 15 anos que narra seus amores, sofrimentos e lutas através de sua visão extremista, rebelde e apaixonada da vida. Seu mundo escolar está em constante crise, pois o inspetor impossibilita sua vida com seu tão esperado grupo de teatro. Além disso, o retorno ao curso de Nico (Jaime Artus), um ex-colega de classe, vem complicar ainda mais as coisas, pois ela se apaixona profundamente por ele. Sua vida pessoal também está em crise, pois seus pais querem tirá-la da escola no final do ano e levá-la para morar no interior país. Antonia não está disposta a comprometer seus objetivos principais: promover o grupo de teatro, conquistar o amor de Nico e impedir que seus pais a distanciem para sempre das pessoas que ela ama. Assim, a cada capítulo e com a ajuda de sua melhor amiga Isidora (Sandy Hartard), Antonia terá que enfrentar diferentes testes e derrotar seus piores rivais: Nacha (Nicole Pogorelow), com quem ela contesta o coração de Nico, e Miss Carmen (Marcela Arroyave), seu constante pesadelo e foco de suas perversas travessuras escolares. A cereja no topo do bolo é completada pelo inesperado retorno de um amigo de infância imaginário (Patricio Muñoz), uma fantasia de infância, que agora volta como um anjo da guarda para ajudar Antonia a superar com sucesso sua pior crise adolescente.

## Episódios
|  | 1 | 13 | 5 de fevereiro de 2009 | 23 de fevereiro de 2009 |

## Elenco
- Antonia del Valle (Renata Oyarzún): Ela é a protagonista da história. Tem 15 anos, é bonita, mas rebelde e idealista, por isso tem brigas contínuas na escola com a Miss Carmen. Antonia é a principal inimiga de Nacha e Mica, que tornará sua vida impossível, principalmente quando Nacha estabelecer um relacionamento com Nico, seu grande amor.

- Amigo imaginário (Patricio Muñoz): Ele é o amigo imaginário de Anto. Retorna de longos anos de ausência, justamente quando Nicolás chega, o que causa uma batalha no coração de Antonia.  Ele está apaixonado por ela.

- Nicolás (Jaime Artus): É o grande amor de Antonia. Ele é bastante bonito, nobre e com um grande coração. Começa a namorar com Nacha, sem saber o quão ruim ela é. Nico esconde uma grande tristeza em seu coração: as brigas de seus pais, que o deprimem bastante. Ele voltou dos Estados Unidos e no Chile encontrou seus amigos novamente.

- Isi (Sandy Hartard): Ela é a melhor amiga de Antonia. Isi é linda, tímida, doce e tremendamente inocente. Ela está apaixonada por Ossa, o que trará seus problemas para a amiga e o curso. Ela tem baixa auto-estima, mas seus amigos a fazem ver que ela é linda e que tem muitas virtudes. Ela pensou que tinha sentimentos por Freaky, mas depois esclareceu seus sentimentos.

- Nacha (Nicole Pogorelow): Ela é a arqui-inimiga de Anto. É paqueradora, extremamente manipuladora e caprichosa, faz todo o possível para conquistar Nicolás e arruinar Antonia. Está envolvida com o pai de Nico, para que ela continue envolvida no tênis. Quando Nico descobre, ocorre um tremendo caos.

- Benjamín Ossa (Tomas Pintor): Ele é o mulherengo e palhaço do colégio, assim como o melhor amigo de Nico. Ele é muito legal e em quase todas as festas que conquista as garotas, no entanto, ele começará a sentir algo por Isi, o que desencadeará as situações mais engraçadas. Ele briga com o pai por "trocar de namorada a cada 6 meses".

- Mica (Isidora Pintor): Ela é a melhor amiga dos Nacha, inimiga de Antonia. Mica tem apenas uma ambição na vida: ser uma Supermodelo, embora sua atitude arrogante possa não permitir. Ela tem princípios de anorexia, mas não o aceita.

- Freaky (Khaled Darwich): Ele é o louco (daí o apelido) do colégio. O nome dele é Clemente e ele vem de uma escola antiga, onde teve um caso com uma professora, que morreu em um incêndio. Ele tem um caso com uma garota que finge ser sua irmã quando Mica tirou uma foto muito amorosa deles.

- Miss Carmen (Marcela Arroyave): Professora e inspetora do colégio. Ela é bastante astuta e tem um tom de voz um tanto estranho, sempre briga com Antonia, constantemente a vê.

- Sofía "Pollo" (Renata Sepúlveda): Ela é a irmã mais nova irritante de Antonia. Parece um anjo, é a queridinha dos pais e sempre briga com a irmã, para sempre tentar machucá-la na frente dos pais.

- Estibalis (María Luisa Mayol): Ela é a babá "flaite" dos del Valle, aliada de "Pollo" e sempre fala sobre seu namorado "Marcelo", ela é um pouco obcecada por Ossa.

- Sra. Ximena (Jeannette Moenne-Loccoz). Mãe de Antonia.

- Domingo (Carlos Díaz): Professor de teatro do colégio, Mica está apaixonada por ele.

## Curiosidades
- Inicialmente, foi anunciado que a cantora Kel Calderón seria a protagonista e cantaria o tema principal da série. No entanto, após negociações com a produtora e uma grande controvérsia no meio, ela não pode fazer parte da produção.

- O nome provisório para a série era Antonia.

- Renata Oyarzún fez uma participação especial em Karkú como Fátima Souza.

- O tema principal da série é interpretado por Constanza Herrero, membro do Six Pack;  lembrando que ela foi a substituta de Calderón no grupo.

- A "Pollo" é irmã de Ignacio Sepúlveda (Zico em Karkú).

## Exibição internacional
| País   | Canal              | Estreia           | Título             | Ref.  |
| ------ | ------------------ | ----------------- | ------------------ | ----- |
| Itália | RaiSat Smash Girls | Março de 2009     | Nessuno mi capisce | [ 1 ] |
| Itália | Rai Gulp           | 1 de maio de 2010 | Nessuno mi capisce | [ 1 ] |